# Femmes cathares

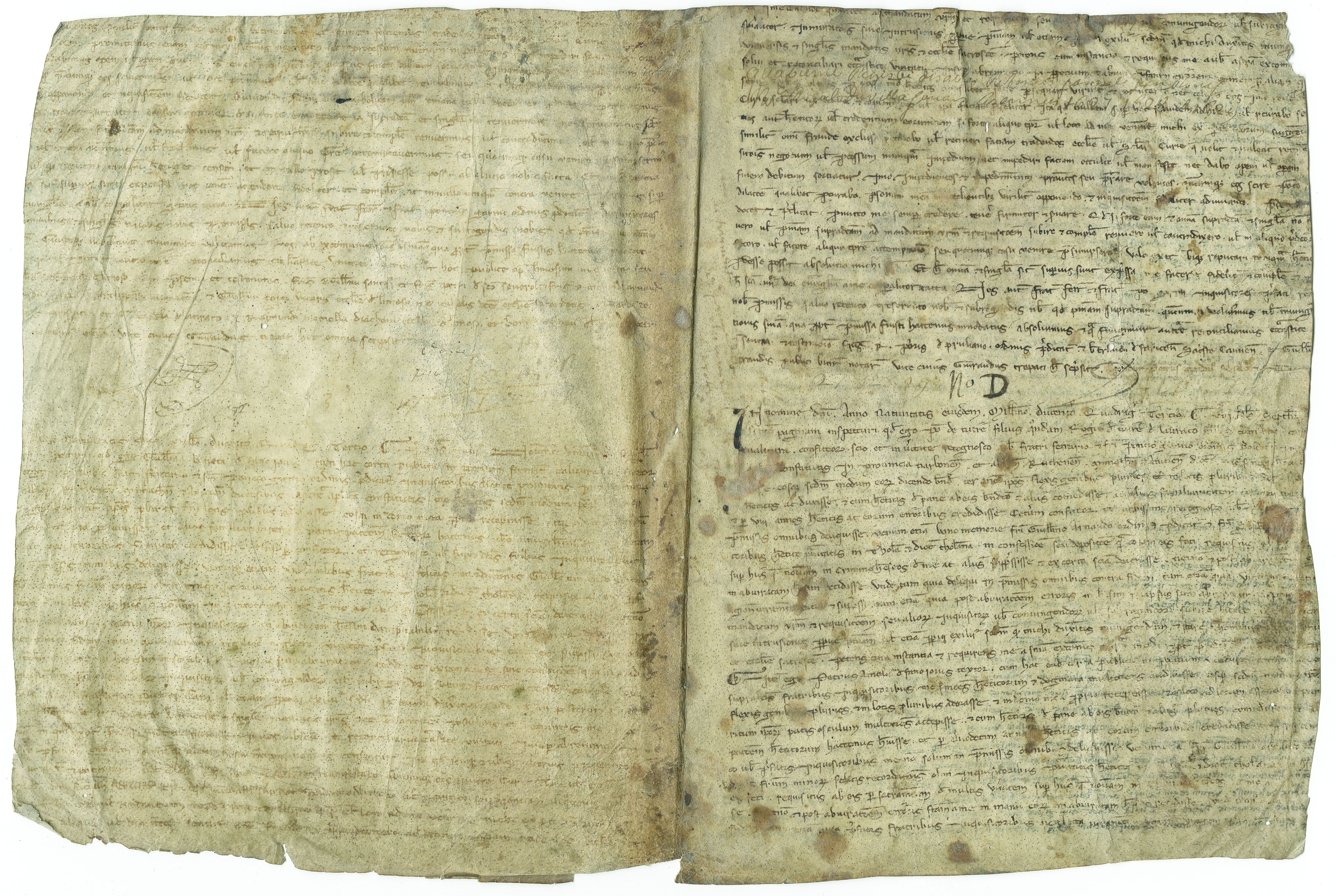
Fragment de registre d'inquisition. Aveux et repentirs de Segura, Ermengarde, Mabille de Durfort et Guillemette Bonnet.passés devant l'inquisiteur Ferrier. Archives départementales de l'Aude 3 J 596.

Les femmes cathares tiennent un rôle prépondérant dans le mouvement cathare. Nombreuses et ferventes, on les retrouve tant du côté des croyantes que des Parfaites. Les communautés religieuses féminines sont nombreuses dans les églises cathares occitanes, et sont ouvertes sur la société, combinant les fonctions d'un clergé régulier en même temps que séculier.

## Historique
Les structures monastiques féminines en Occitanie et dans le sud-ouest de la France étaient rares au XIIe siècle. Si le XIe siècle n'est guère propice à l'implication des femmes dans le catholicisme, car la femme est décrite comme première pécheresse de l'Histoire, le renouveau du culte de Marie change la donne au XIIe siècle, avec une revalorisation de la maternité et favorise l'essor de couvents féminin en France. On ne compte cependant vers 1100 que 7 abbayes de femmes dans le sud ouest de la France. Au XIIe siècle, l'abbaye de Fontvive est une exception de vie monacale féminine, renforcée par l'adhésion de Philippe de Toulouse.
Il existait donc au niveau catholique une pénurie de couvent féminin dans le Languedoc et une tradition différente pour l'implication des femmes en religion dans cette région. Au XIe siècle, des femmes aristocrates appelées Deo Devotae mènent une vie religieuse consacrée dans leur propre maison et sans abandonner leur famille, s'adjoignant parfois la tutelle d'un couvent masculin. Ces pratiques disparaissent dans le catholicisme, mais les maisons cathares dirigées par des Domina cathares en sont les héritières.
La contre église cathare qui se met en place entre 1150 et 1180 s'implante dans les castra et les bourgs du comté de Toulouse, du vicomté de Trencavel et du comté de Foix. Des femmes nobles rejoignent alors les rangs du clergé cathare : Philippa, épouse du comte Raymond-Roger de Foix, Escarmonde sa belle-sœur le fait également (elle est la veuve du seigneur de l'Isle Jourdain). Béatrice de Béziers, fille de Raimond Ier Trencavel, vicomte de Béziers, épouse répudiée de Raimond VI hésite à faire de même. Parmi les aristocrates devenues religieuses dans les maisons cathares on dénombre encore avant 1200 : Blanche de Laurac, Mabilia de Laurac (sa fille) Aude de Fanjeaux, Braïda de Rabastens, sa fille Esclarmonde, Garsende du Mas Saintes Puelles, Emerssinde de Puylaurens, la dame de Roquefort et Romangas sa fille, Guillelme de Caramans, Comdors et Anglésia de Vaudreuilhe. Austorgue de Lamothe, veuve et mère de neuf enfants, destine ses filles Peironne et Arnaude à devenir Parfaites et les rejoint plus tard dans un couvent,.

## Les femmes dans la religion cathare

### Autonomie
Le catharisme offrait aux femmes une grande autonomie pour l'époque, leur donnant la possibilité d'être des croyantes ou de devenir des Parfaites (ou Bonnes Femmes).
Pour les Cathares, les histoires chrétiennes d'Eve et du serpent ou celle de la côte d'Adam sont des fables; ils rejettent également l'autorité des Pères de l’Église. Au XIIIe siècle, des témoignages de Cathares devant l'Inquisition affirment que « les âmes des hommes et des femmes n'avaient nulle différence entre elles, et que le diable, seul, avait fait la différence dans les corps ». La théologie de la chute des anges affirme que seuls les corps portent la marque inégalitaire des sexes, formant une prison provisoire, d'où découle un rejet de l'acte charnel vécu comme le seul espace de pouvoir du diable. Par conséquent, la religion cathare est par principe égalitaire, prêchant l'égalité native des âmes.
Les cathares, comme les gnostiques qui les ont précédés, ont accordé plus d'importance au rôle de Marie-Madeleine dans la diffusion du christianisme primitif que l'Église ne l'avait fait auparavant. Son rôle central en tant qu'enseignante a contribué à la conviction des cathares que les femmes pouvaient servir de cheffes spirituelles,. Il y avait un nombre significatif de femmes cathares, nombre d'entre elles recevant le consolamentum après leur veuvage. Respectueux de l'Évangile de Jean, les cathares considéraient Marie-Madeleine comme peut-être plus importante encore que saint Pierre, le fondateur de l'Église.
Les cathares croyaient qu'une personne se réincarnait à plusieurs reprises jusqu'à ce qu'elle s'engage à renoncer au monde matériel. Un homme pouvait se réincarner en femme et vice versa[réf. souhaitée]. L'esprit était de la plus haute importance pour les Cathares et était décrit comme étant immatériel et sans sexe.

### Melhorament
Le melhorament est une salutation rituelle adressée entre personnes croyantes et qui marquent leur adhésion à la foi cathare. Ce salut est appelé « adoratio » par les catholiques et il est traditionnellement suivi du baiser de la paix. Ce baiser est donné directement entre personnes du même sexe,.

### Consolament
Les parfaites peuvent administrer le consolament, qui est d'une part le sacrement suprême pour les mourants s'il n'y avait aucun Bons Hommes à portée et le sacrement de l'entrée en religion pour les Bons hommes et les Bonnes Femmes (aussi appelées Parfaites et Parfaits). Arnaude de Lamothe ordonne ainsi vers 1236 Jeanne Noguier dans un bois du Lantarès après la mort de Peironne de Lamothe, sa compagne cathare et propre sœur.

### Mariage
La sexualité et la procréation sont des péchés pour les croyants cathares, et ce même dans le mariage, qui n'est pas comme dans l'église catholique un sacrement.

## Le sacerdoce des femmes
Contrairement aux moniales de l’Église catholique, recluses et silencieuses, les religieuses cathares sont nombreuses et actives dans les villages d'Occitanie. Richard Abels et Ellen Harrison estiment à 30% la participation des femmes dans le clergé cathare avant la persécution, Anne Brenon l'estimant pour sa part à la moitié. Les communautés religieuses féminines sont nombreuses dans les églises cathares occitanes, et sont ouvertes sur la société, combinant les fonctions d'un clergé régulier en même temps que séculier, ce qui est une spécificité rare de la part d'une Église chrétienne. Les recherches menées par Duvernay ont trouvé les traces des noms de 1 015 cathares, parmi lesquels 342 femmes.
Les Bonnes Femmes ont, dans les mêmes conditions que les Bons Hommes, le pouvoir de sauver les âmes. Elles mènent une vie communautaire et consacrée, prêchent, confèrent les sacrements, comme celui du consolamentum,. En revanche, il n'existe aucun exemple connu de Bonne Femme présente dans la hiérarchie cathare en tant qu'évêque ou diaconesse. Elles ne consolent qu'en l'absence de Bons Hommes. Pendant la clandestinité, elles peuvent user de toutes les fonctions sacrées, y compris celle de l'ordination, mais seulement en l'absence de Bons Hommes. En droit, les Bonnes Femmes ont donc les mêmes prérogatives que les Bons Hommes, seul l'usage donne la préséance à ces derniers. Même si elle contient des traces de misogynie, l'église cathare témoigne d'une avancée religieuse féministe rare dans le christianisme que seule l'église anglicane du XXe siècle a dépassé.

## Les femmes dans leur foyer
Les Parfaites vivent dans leurs maisons en compagnie d'une ou deux compagnes et de leurs enfants. Les maisons comprennent des ateliers de filature et de couture notamment, où les femmes travaillent et prient. Elles y reçoivent également leur parentèle, amies et voisines, contribuant à la diffusion de la foi cathare dans les foyers. Les maisons des parfaites font également office d'hospice pour les nécessiteux qui y trouvent couvert et soins.

## Persécution pendant la croisade des Albigeois

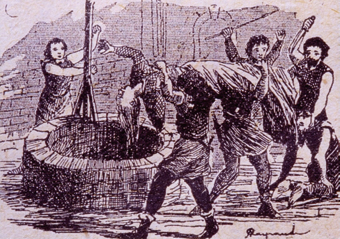
Guiraude de Laurac est jetée vivante dans un puits et recouverte de pierre après avoir été battue et violée par les soldats de Simon de Montfort.

Les femmes accusées d'être des hérétiques au début du Christianisme médiéval (en) comprenaient celles qualifiées de gnostiques, les cathares et, plus tard, les béguines, ainsi que plusieurs autres groupes qui étaient parfois torturés et exécutés.
Le début de la croisade en 1209 et l'émergence de l'Inquisition en 1230 marque le déclin des domus de religieuses cathares et leur disparition. Rixen Baussana par exemple tient une domus hérétique durant 15 années en Sorrèze, puis en 1231 elle débute une vie de fuite et d'errance, entrant dans la clandestinité. Elle se fait arrêter en 1237 quand elle revient à Sorrèze chez son frère et est condamnée au bûcher à Toulouse. Certaines parfaites, comme Arnaude de Lamothe en 1212 se repentissent et reviennent dans la foi catholique par crainte du bûcher. Ces femmes vivent alors dans des cabanes ou des cachettes en forêt, dans des conditions difficiles où les différences sociales entre elles s'estompent.
Pendant le siège de Lavaur en 1211 Guiraude de Lavaur est considérée comme hérétique par Simon de Montfort et subit un supplice horrible, est violée par les soldats, et jetée les poings liés dans un puits qui est comblé de pierres. Ce fait est présenté dans La Chanson de la Croisade.
Un fragment de registre d’inquisition témoigne des aveux passés devant l’inquisiteur Ferrier en juillet-août 1243. Dans ce fragment de registre, quatre femmes appartenant à la catégorie des repenties se soumettent à la sentence par avance : Segura, épouse de Guillem Vidal , Ermengarde, épouse de Pons [de La Tour] ; Mabille de Durfort et Guillemette Bonnet. Ces femmes demeuraient à Fanjeaux, Laurac ou Mas-Saintes-Puelles. Les parchemins ont été conservés car ils ont servi de couverture à des registres de notaire de Fanjeaux.
Les dernières croyantes dont on ai gardé la trace furent persécutées et moururent souvent sur le bûcher : Sybille Baille d'Ax les thermes et Montoliva Francès de Limoux, Aude Bourrel qui meurt à Toulouse en 1307 et Guillelme Tournier brûlée vive en 1325 à Carcassonne.

### Ouvrages
: document utilisé comme source pour la rédaction de cet article.
- Anne Brenon, Petit précis de catharisme, Toulouse, Loubatières, 1996, 143 p. (ISBN 2862662380). .
- Anne Brenon, Les femmes cathares, Paris, Éditions Perrin, 1992, 1re éd. (ISBN 2-262-00733-0).
- Anne Brenon, Le choix hérétique. Dissidence chrétienne dans l'Europe médiévale, La Louve, 2006 (ISBN 978-2-916488-01-1)
- Anne Brenon, Inquisition à Montaillou. Guillelme et Pèire Maury, deux croyants cathares devant l'histoire, 1300-1325, Cahors, Hydre, 2004 (ISBN 2-913703-55-0)
- Archives Départementales de l'Aude, Au temps de la Croisade. Sociétés et pouvoirs en Languedoc au XIIIe siècle, Carcassonne, Archives départementales de l'Aude, 2010 (ISBN 978-2-86011-035-8)
- Archives Départementales de l'Aude, Femme en pays d'Aude (du Néolithique à nos jours), Carcassonne, Archives départementales de l'Aude, 2016 (ISBN 978-2-86011-052-5)
- Étienne Delaruelle, « La femme dans le catharisme : Gottfried Koch, Frauenfrage und Ketzertum im Mittelalter, Die Frauenbewegung vm Rahmen des Katharismus und des Waldensertums und ihre soziale Wurzeln (12-14 Jahrhundert), dans Forschungen zur mittelalterlichen Geschichte, t, 9, Akademie-Verlag-Berlin, 1962 », Annales du Midi, vol. 78, no 76,‎ 1966, p. 130–135 (lire en ligne, consulté le 5 février 2023). .
- La Femme dans la vie religieuse du Languedoc (XIIIe-XIVe s.), Toulouse, Privat, coll. « Cahiers de Fanjeaux », 1988 (ISBN 2-7089-3422-8)
- Gwendoline Hancke, Femmes en Languedoc : la vie quotidienne des femmes de la noblesse occitane au XIIIe siècle, entre catholicisme et catharisme, Cahors, Louve éditions, 2006, 463 p. (ISBN 2-916488-06-5 et 978-2-916488-06-6, OCLC 71235709).
- (en) Stephen O'Shea, The perfect heresy : the revolutionary life and death of the medieval Cathars, Profile Books, 2000 (ISBN 1-86197-270-9 et 978-1-86197-270-5, OCLC 46849082).
- Michel Roquebert, Histoire des Cathares. Hérésie, croisade, inquisition du XIe au XIVe siècle, Paris, Perrin, 2002 (ISBN 2-262-01894-4)
- Jean Duvernoy, Martin Aurell, Anne Brenon et Christine Dieulafait, Les Cathares devant l'histoire. Mélanges offerts à Jean Duvernoy, Cahors, L'Hydre, 2005 (ISBN 2-913703-57-7)
- René Weis (trad. de l'anglais par Béatrice Bonne), Les derniers cathares : 1290-1329, Paris, Tallandier, 2016 (ISBN 979-10-210-2118-1)
- La Femme dans la vie religieuse du Languedoc (XIIIe-XIVe s.), Toulouse, Privat, coll. « Cahiers de Fanjeaux », 1988 (ISBN 2-7089-3422-8)
- Anne Brenon, La femme dans l'histoire et la société méridionales (IXe-XIXe s.) : actes du 66e congrès de la Fédération historique du Languedoc méditerranéen et du Roussillon organisé à Narbonne les 15 et 16 octobre 1994 à l'occasion du VIIIe centenaire de la fin du gouvernement de la vicomtesse Ermengarde, Fédération historique du Languedoc méditerranéen et du Roussillon. Congrès, 1995 (ISBN 2-900041-19-8 et 978-2-900041-19-2, OCLC 36318815, lire en ligne), chap. 5 (« L'hérésie en Languedoc aux XIIe – XIIIe siècles : une religion pour les femmes ? »).

### Articles
- Céline, « Les femmes et le catharisme dans le Languedoc (12è-14è siècles) », sur Les Femmes dans l'Histoire (consulté le 25 janvier 2023).
- (en) Georgi Vasilev, « Bogomils, Cathars, Lollards and the High Social Position of Women During the Middle Ages », FactaA Universitatis - Philosophy, Sociology, Psychology and History, no 07,‎ 2000, p. 325–336 (ISSN 1820-8495 et 1820-8509, lire en ligne , consulté le 25 janvier 2023).
- (en) Richard Abels et Ellen Harrison, « The Participation of Women in Languedocian Catharism », Mediaeval Studies, vol. 41,‎ janvier 1979, p. 215–251 (ISSN 0076-5872 et 2507-0436, DOI 10.1484/J.MS.2.306245, lire en ligne, consulté le 5 février 2023)